# Messerschmitt M 24
De Messerschmitt M24 was een passagiersvliegtuig dat door de Duitse vliegtuigontwerper Messerschmitt in 1929 werd ontwikkeld en gebouwd.

## Ontwikkeling
De M24 was een verdere ontwikkeling uit de M20. Het toestel was kleiner uitgevoerd dan zijn voorganger maar was wel ontwikkeld voor het vervoeren van acht passagiers. Extern was het toestel moeilijk te onderscheiden van zijn voorganger, alleen aan het aantal ramen in de passagierscabine en de kleinere afmetingen.

## Uitvoeringen
Er werden twee uitvoeringen ontwikkeld:
- De M24a was uitgerust met een 320 pk BMW Va of 280/310 pk Junkers Jumo vloeistofgekoelde lijnmotor. Er werden slechts twee M24a toestellen gebouwd. Dit waren de D-1767 met een Junkers L 5 motor en de D-1853 met een BMW Va motor. De D-1767 werd in 1930 verkocht aan de Nordbayerische Verkehrsflug. Het toestel werd ingezet op de lijn Dresden-Chemnitz-Plauen-Neurenberg. Het toestel verongelukte in 1934. De D-1853 werd verkocht aan de DeutscheVersuchsanstalt für Luftfahrt. Hier werd het ingezet voor het uitvoeren van testvluchten voor allerlei doeleinden.
- De M24b was uitgerust met een 525 pk BMW Hornet of 500 pk Siemens Jupiter luchtgekoelde stermotor. Het is niet meer bekend hoeveel toestellen van de M24b zijn gebouwd. De cijfers lopen uiteen van twee tot drie. Het is wel bekend dat twee toestellen waren uitgerust met de door BMW gebouwde Pratt & Whitney Hornet motor. Een van deze toestellen was ook uitgerust met een drijveronderstel. Naar alle waarschijnlijkheid is de uitvoering met de Siemens Jupiter motor nooit afgebouwd.

Vooroorlogse ontwerpen:
S 7 ·
S 8 ·
S 9 ·
S 10 ·
S 13 ·
S 14 ·
S 15 ·
S 16 ·
M 17 ·
M 18 ·
M 19 ·
M 20 ·
M 21 ·
M 22 ·
M 23 ·
M 24 ·
M 25 ·
M 26 ·
M 27 ·
M 28 ·
M 29 ·
M 30 ·
M 31 ·
M 33 ·
M 35 ·
M 36 · 
M 37
Ontwerpen 1933-1945:
Bf 108 · 
Bf 109 ·
Bf 109TL ·
Bf 109Z ·
Bf 110 ·
Bf 161 ·
Bf 162 ·
Me 163 · 
Me 209 ·
Me 210 ·
Me 261 ·
Me 262 · 
Me 263 ·
Me 264 · 
Me 265 · 
Me 290 · 
Me 309 ·
Me 309Z ·
Me 321 · 
Me 323 · 
Me 328 · 
Me 334 ·
Me 410 · 
Me 509 · 
Projecten tot 1945:
P.1051 ·
P.1062 ·
P.1065 ·
P.1070 ·
P.1073 ·
P.1092 ·
P.1095 ·
P.1099 ·
P.1100 ·
P.1101 ·
P.1102 ·
P.1103 ·
P.1104 ·
P.1106 ·
P.1107 ·
P.1108 ·
P.1109 ·
P.1110 ·
P.1111 ·
P.1112
Libelle ·
Schwalbe ·
Wespe ·
P.08.01 ·
Zerstörer Project II
Overig:
C-44